# Lena Kitsopulu
Lena Kitsopulu (gr. Λενα Κιτσοπουλου; ur. 1971 w Atenach) – grecka pisarka, aktorka i reżyserka.

## Życiorys
Urodziła się i mieszka w Atenach. W 1994 roku ukończyła Szkołę Dramatyczną im. Karolaosa Kouna. Jako aktorka współpracowała m.in. z Greckim Teatrem Narodowym. Występowała także w filmach i zdobyła w 1997 roku nagrodę dla najlepszej aktorki na Międzynarodowym Festiwalu Filmowym w Salonikach za rolę w filmie No Sympathy For The Devil. W 2006 roku debiutowała zbiorem opowiadań Nietoperze. Książka w 2013 roku została przetłumaczona na język polski przez Alicję Kotecką i wydana przez wrocławskie wydawnictwo Greckie Klimaty. Do polskiego wydania książki zostało dołączone napisane specjalnie opowiadanie Aqua velva. Książkę autorka promowała w 2013 roku na Wrocławskich Targach Dobrej Książki. Opublikowana w 2009 roku nowela M.E.R.U.L.A. została przetłumaczona i była wystawiana przez teatry w Wielkiej Brytanii, Francji i Hiszpanii.
Pracuje również jako reżyser, wystawiając sztuki własne i twórców takich jak Grigoris Xenopoulos, George Chronas, Federico Garcia Lorca czy Heinrich von Kleist.
Śpiewa rebetiko i pieśni ludowe na festiwalach muzycznych w Atenach i na Santorini.

## Wybrane utwory
- 2006 Νυχτερίδες. (Nietoperze. Aqua Velva (2013))[7]
- 2009 M.A.I.R.O.Υ.Λ.A.[5]
- 2010 Μεγάλοι δρόμοι[8]

## Nagrody
- 2006 nagroda pisma Διαβάζω za najlepszy debiut za książkę Nietoperze[9].
- 2013 Nagroda (Internationalen Autorenpreis) na niemieckim festiwalu teatralnym Heidelberger Stückemarkt za sztukę Athanasios Diakos[10].